# Жак Пјер Брисо
Жак Пјер Брисо (Шартр, 15. јануар 1754 — Париз, 31. октобар 1793) је био француски филозоф и политичар у периоду Француске револуције, један од водећих жирондинаца.

## Детињство и младост
Рођен је у Шартру. Отац му је био крчмар. Студирао је права након чега је био на пракси код париског адвоката. Оженио је Фелицију Дупон (1759–1818) која је преводила дела енглеских писаца, укључујући и Оливера Голдсмита. Живели су у Лондону и имали су троје деце. Брисо је писао филозофска дела. На њега је највећи утицај оставио Жан Жак Русо, а поред њега и Волтер. Брисо је 1784. године затворен у Бастиљу јер је објавио порнографски памфлет о краљици Марији Антоанети. Ослобођен је после четири месеца и поново се посветио писању памфлета. Године 1785. послао је отворено писмо аустријском цару Јозефу. Залагао се за укидање ропства и у Паризу је 1788. године основао "Друштво пријатеља црнаца" коме је био председник од 1790. до 1791. године. Године 1789. изабран је за почасног члана Америчке академије наука и уметности. Био је пријатељ Томаса Џеферсона. Намеравао је да се пресели у Америку, али су га догађаји у Француској спречили у тој намери.

## Вођа жирондинаца
Брисо је пришао Француској револуцији одмах по њеном избијању. Био је уредник листа Patriote français (Француски патриота) од 1789. до 1793. године. Познат је по својим говорима на седницама јакобинског клуба. Изабран је за члана Законодавне скупштине, а касније и Националног конвента. Након краљевог бега за Варен, Брисо прилази конзервативним жирондинцима. Био је један од вођа жирондинаца. Након хапшења краља Луја XVI због оптужби за велеиздају (10. август) Брисо и жирондинци настојали су да одложе његово суђење знајући да ће краљ бити осуђен на смрт. Међутим, под притиском Монтање и након проналаска гвозденог ормара са документима у краљевој соби, одлагање није било могуће. Брисо је гласао против погубљења краља сматрајући да ће у том случају Француска изгубити преговарачку предност и да ће ројалисти подићи масовну побуну. Међутим, био је присталица рата са Аустријом који је објављен након смрти цара Јозефа 1792. године (Рат прве коалиције). Брисо је био кључна фигура у објави рата цару Леополду II, Низоземској републици, Великој Британији (јануар-фебруар 1793). Он је ратовима дао карактер револуционарног отпора.

## Сукоб са Монтањом и погубљење
У наредним месецима појачава се сукоб Жиронде и Монтање. Париски санкилоти под Максимилијаном Робеспјером извршили су од 31. маја до 2. јуна 1793. године државни удар којим су из Конвента одстранили жирондинце. Отпочиње период владавине монтањарског Конвента током кога главну реч воде јакобинци и кордиљери (под Дантоном). Брисо је ухапшен 2. јуна заједно са 28 других чланова жирондинаца. Покушао је да бежи, али је ухваћен са лажним документима 10. јуна. Оптужен је за сарадњу са Британијом. Брисо се на суђењу лично бранио, али није успео да се одбрани од апсурдних оптужби јакобинаца. Осуђен је на смрт. Гиљотиниран је 31. октобра 1793. године, заједно са осталих 28 жирондинаца.
- Bibliothèque philosophique du Législateur, du Politique, du Jurisconsulte, 1782